# ARCore
O ARCore é um kit de desenvolvimento de software desenvolvido pelo Google que permite a criação de aplicativos de realidade aumentada. Foi anunciado a chegada deste kit em 29 de agosto de 2017, após a Google desistir do Projeto Tango, mas o produto era limitado para apenas alguns celulares (Google Pixel e Pixel XL, Google Pixel 2 e 2 XL,Samsung S8 e S8 Plus, Samsung Note 8, Samsung S7 e S7 Edge, LG V30 e V30+, Asus Zenfone AR, OnePlus 5) e era necessário o Android 7 ou posterior.
O ARCore usa três tecnologias-chave para integrar o conteúdo virtual ao mundo real, conforme visto na câmera do seu telefone: 
- O rastreamento de movimento permite que o telefone entenda e acompanhe sua posição em relação ao mundo.
- A compreensão ambiental permite que o telefone detecte o tamanho e a localização de superfícies horizontais planas, como o chão ou uma mesa de centro.
- A estimativa de luz permite que o telefone calcule as condições atuais de iluminação do ambiente.

A Samsung anunciou que o ARCore será usado em sua linha de produtos. 

## Dispositivos suportados
| Fabricante | Modelo |
| ---------- | --- |
| Acer       | Chromebook Tab 10 |
| Asus       | ROG Phone,ROG Phone 2 Zenfone AR Zenfone ARES |
| Google     | Nexus 5X Nexus 6P Pixel, Pixel XL Pixel 2, Pixel 2 XL |
| HMD Global | Nokia 6 (2018) Nokia 6.1 Plus Nokia 7 Plus Nokia 7.1 Nokia 8 Nokia 8 Sirocco |
| Huawei     | Honor 8X, Honor 10 Honor View 10 Lite Mate 20 Lite, Mate 20, Mate 20 Pro, Mate 20 X nova 3, nova 3i P20, P20 Pro Porsche Design Mate RS, Porsche Design Mate 20 RS Y9 2019                                                                                   |
| LG         | G6 G7 Fit, G7 One, G7 ThinQ Q6 Q8 V30, V30+, V30+ JOJO, LG Signature Edition 2017 V35 ThinQ, LG Signature Edition 2018 V40 |
| Motorola   | Moto G5S Plus Moto G6, Moto G6 Plus Moto X4 Moto Z2 Force Moto Z3, Moto Z3 Play |
| OnePlus    | OnePlus 3T OnePlus 5, OnePlus 5T OnePlus 6, OnePlus 6T |
| Samsung    | Galaxy A3 (2017) Galaxy A5 (2017) Galaxy A6 (2018) Galaxy A7 (2017) Galaxy A8, Galaxy A8+ (2018) Galaxy J7 (2017), Galaxy J7 Pro Galaxy Note8 Galaxy Note9 Galaxy S7, Galaxy S7 edge Galaxy S8, Galaxy S8+ Galaxy S9, Galaxy S9+ Galaxy Tab S3 Galaxy Tab S4 |
| Sony       | Xperia XZ Premium Xperia XZ1, Xperia XZ1 Compact Xperia XZ2, Xperia XZ2 Compact, Xperia XZ2 Premium Xperia XZ3 |
| Vivo       | NEX A, NEX S X23 |
| Xiaomi     | Mi 8, Mi 8 SE Mi Mix 2S Mi Mix 3 Pocophone F1 |